# Faroa malaissei
Faroa malaissei är en gentianaväxtart som beskrevs av P. Bamps. Faroa malaissei ingår i släktet Faroa och familjen gentianaväxter. Inga underarter finns listade i Catalogue of Life.